# The Hidden Cameras
The Hidden Cameras är ett kanadensiskt indiepopband, bildat 2001 i Toronto och numera baserat i Berlin. Sångaren och låtskrivaren Joel Gibb är bandets frontfigur och har beskrivit sin musik som "Gay Church Folk Music". The Hidden Cameras är ett uttalat gayband vars låttexter behandlar homosexuella teman och sexuell jämställdhet. Debutskivan Ecce Homo utgavs 2001 under Joel Gibbs egen etikett EvilEvil. Deras andra album, The Smell of Our Own, släpptes genom EvilEvil i Kanada och genom Rough Trade Records i Storbritannien. 2014 släppte de sitt femte studioalbum Age, det första på fem år. Albumet möttes av positiv kritik i svenska medier som Dagens Nyheter och Gaffa.
The Hidden Cameras är kända för sina liveframträdanden som kan bestå av upp till 20-30 gogo-dansare, strippor och musiker. I Torontos kyrkor iscensatte Joel Gibbs stadens mest legendariska natt. Manliga gogo-dansare erbjöd ett utrymme för att omkullkasta normativa kategorier, ifrågasätta religion och fira sexualitet. Gibb skapade Torontos musikscen i en tid när den knappast fanns till. Han var också den första kanadensiska artisten att bli kontrakterad av Rough Trade Records.

## Historia

### 2001-2002
Första albumet Ecce Homo släpps på sångaren Joel Gibbs egen label EvilEvil

### 2003
Album nummer två The Smell of Our Own släpps i Storbritannien av Rough Trade Records och i Kanada av EvilEvil, de släpper också två singlar Ban Marriage och A Miracle

### 2004-2005
Mississagua Goddam and The Arms of His ’Ill’ släpptes också den av Rough Trade Records i Storbritannien och av EvilEvil i Kanada
Första spelningen i Sverige gjordes på Sticky Fingers i Göteborg den 3 mars 2004. Under året spelade de ännu en gång i Göteborg, denna gång på Trädgårn. I Stockholm gjordes två spelningar: en på Slick och en på Mondo. De spelade också på Blekingska Nationen i Lund, Herrgårn i Linköping och på Kulturbolaget i Malmö.
2005 gjorde de debut på svenska festivalscenen i och med en spelning på Hultsfredsfestivalen

### 2006
Awoo släpps som tidigare av Rough Trade i UK och EvilEvil i Kanada, albumet släpps också i USA av Arts & Crafts.
Låten ’Boys of Melody’ finns med på soundtracket till John Cameron Mitchells film Shortbus vilken hade sin premiär 2006
The Hidden Cameras återkommer till Sticky Fingers i Göteborg, de spelar också på Kulturhuset Underjorden, Mejeriet i Lund och Debaser Medis i Stockholm.

### 2008-2011
Två festivalspelningar gör bandet, Popadelica i Huskvarna och Popaganda i Stockholm, även en klubbspelning på Debaser i Malmö. 
Origin: Orphan släpps den 22 september 2009, fem låtar från albumet görs om av Barcelona baserade Hidrogenesse och släpps på albumet Hidrogenesse versus The Hidden Cameras 2010.
2010 gör de också tre spelningar i Sverige: Brew House i Göteborg, Debaser Medis i Stockholm och Kulturbolaget i Malmö.
Bandets andra festivalspelning i Sverige sker 2011 på Emmabodafestivalen.

### 2013-2014
Singlarna Gay Goth Scene och Year of The Spawn släpps. Gay Goth Scene har varit med i bandets live rooster sen många år tillbaka men det är först nu den har tagit sig in på ett album. Gibb skrev låten när han fortfarande bodde hos sin mamma i Toronto och han organiserade till och med Gay Goth Scene shower med hans vänner i samma stad.
Videon till Gay Goth Scene, en kortfilm gjord av Kai Stänicke vilken vann “Tadgell’s Bluebell Honor Award nämnd ’Bästa kortfilm av vuxna om/för unga’ vid Auburn International Film Festival for Children and Young Adults i Sidney.
24 januari 2014 släpps det femte albumet Age

## Diskografi

### Album
- 2001 – Ecce Homo (musikalbum)
- 2003 – The Smell of Our Own
- 2003 – The Hidden Cameras Play the CBC Sessions
- 2004 – Mississauga Goddam
- 2004 – The arms of his 'ill'
- 2006 – Awoo
- 2009 – Origin:Orphan
- 2014 – Age
- 2016 – Home on Native Land

### Singlar
- 2003 – Ban Marriage
- 2003 – A Miracle
- 2004 – I Believe In The Good Of Life
- 2005 – Learning The Lie
- 2006 – Deah of a tune
- 2006 – Awoo
- 2006 – Underage
- 2009 – In The Na
- 2013 – Gay Goth Scene
- 2013 – Year of The Spawn